# Карцев Федір Васильович
Фе́дір Васи́льович Ка́рцев (1898, Російська імперія — 3 грудня 1965, місто Москва, тепер Російська Федерація) — радянський діяч, секретар ВЦРПС.

## Життєпис
Член ВКП(б) з 1926 року.
Працював у будівельних організаціях.
На 1942—1943 роки — секретар партійного комітету Народного комісаріату будівництва СРСР.
З 1940-х років — заступник міністра цивільно-житлового будівництва Російської РФСР.
22 листопада 1947 — липень 1950 року — голова ЦК профспілки робітників будівництва підприємств важкої індустрії СРСР.
29 червня 1950 — 17 червня 1954 року — секретар ВЦРПС.
До 1957 року — завідувач житлово-побутового відділу ВЦРПС; начальник Управління курортів і будинків відпочинку ВЦРПС.
Помер 3 грудня 1965 року після важкої та тривалої хвороби в Москві.

## Нагороди
- орден Червоної Зірки (9.01.1943)
- медалі